# Mary Brian

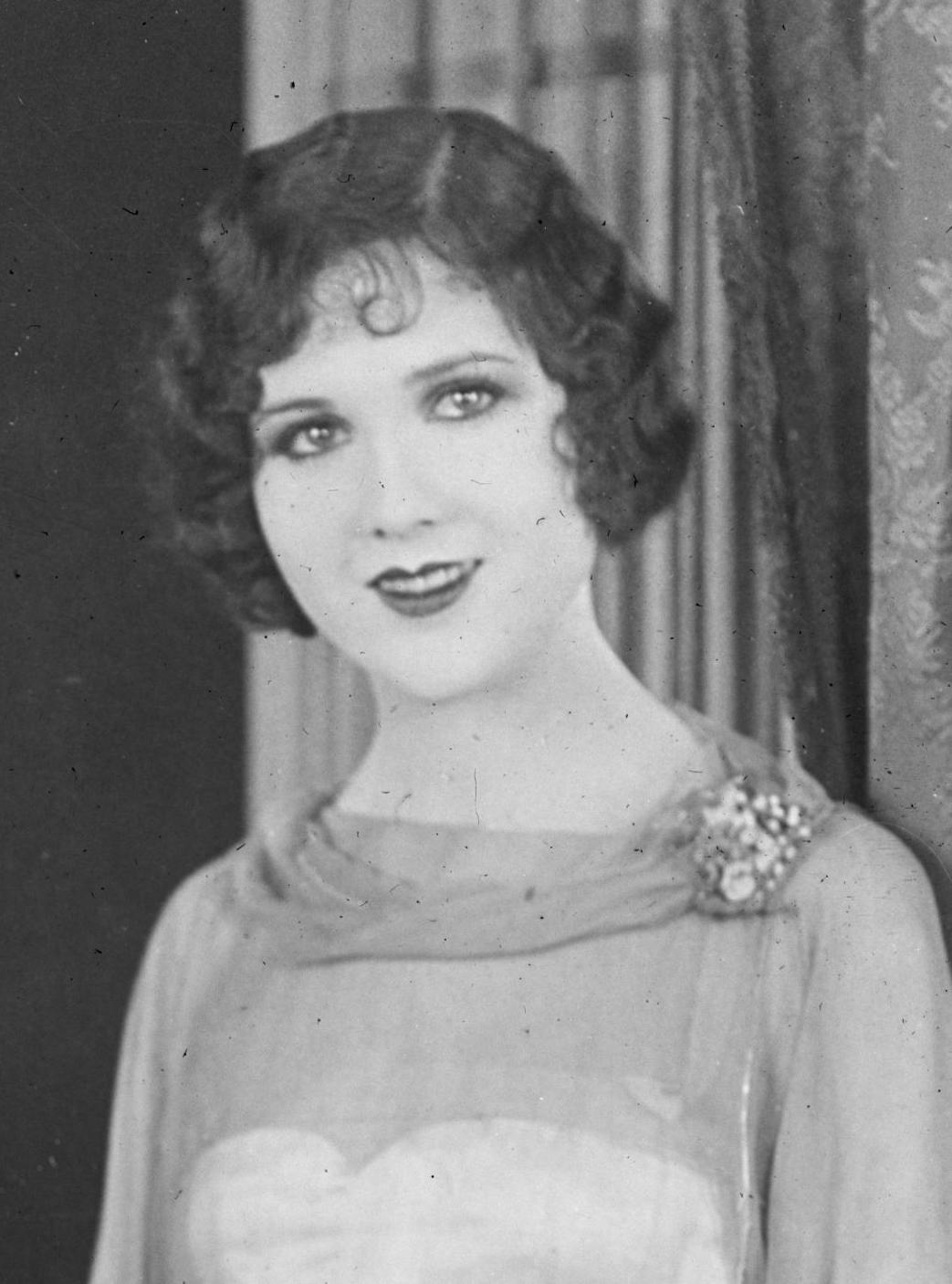
Mary Brian (1925)

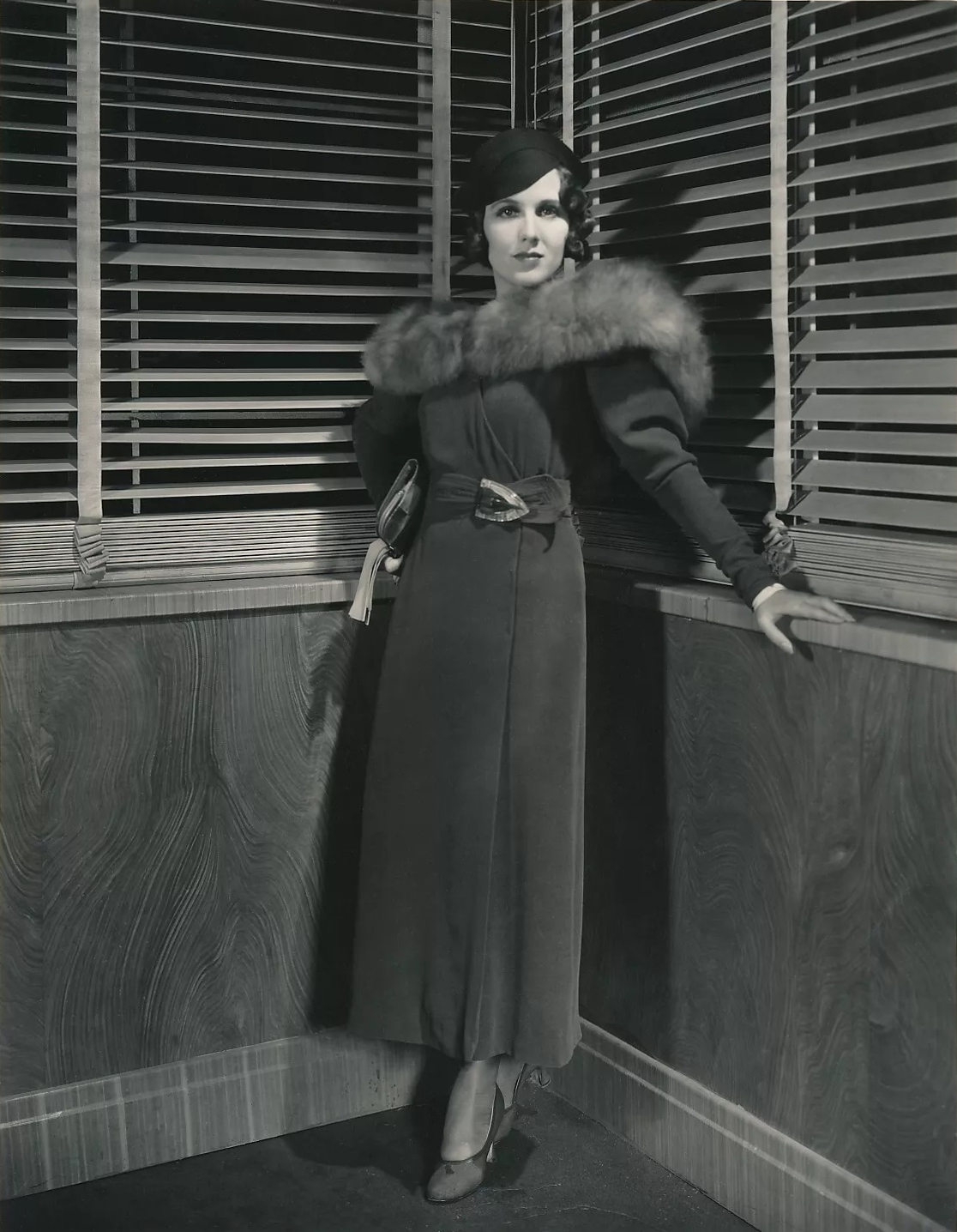
Mary Brian (1930er-Jahre)

Mary Brian (* 17. Februar 1906 in Corsicana, Texas; † 30. Dezember 2002 in Del Mar, Kalifornien, eigentlich: Louise Byrdie Dantzler) war eine US-amerikanische Schauspielerin, deren Karriere in der Stummfilmzeit ihren Höhepunkt erreichte.

## Karriere
Die Schauspielerin begann ihre Filmkarriere 1924 im Alter von 16 Jahren als Wendy in der erfolgreichen Verfilmung von J. M. Barries Peter Pan unter der Regie von Herbert Brenon. Sie stand unter Vertrag bei Paramount Pictures, die sie als The Sweetest Girl in Pictures ankündigten und ihr in der Folgezeit viele Rollen als nettes Mädchen von Nebenan gaben. 1926 hatte sie an der Seite von William Haines und Jack Pickford in der Schulkomödie Brown of Harvard einen ihrer größten kommerziellen Erfolge. Im selben Jahr wurde sie zu einem der WAMPAS Baby Stars gekürt.
Die Schauspielerin schaffte den Wechsel zum Tonfilm ohne Probleme und übernahm zunehmend auch Rollen in ernsthaften Filmen wie Der Mann aus Virginia an der Seite von Gary Cooper und in Lewis Milestones Komödie The Front Page an der Seite von Adolphe Menjou. Zu ihren bekanntesten Rollen gehörte die Auftritte neben W. C. Fields in Man on the Flying Trapeze. Insgesamt litt ihre Karriere jedoch an der Festlegung von Brian auf das Rollenfach der jungen Naiven, aus dem sie auch mit fast 30 Jahren nicht dauerhaft ausbrechen konnte.
Bald nach 1935 ging Mary Brian nach England, wo sie einige billig hergestellte Filme drehte, um sich danach auf die Bühne zurückzuziehen. Erst 1943 kehrte sie für einige Charakterrollen zurück, um nach 1947 nur noch gelegentlich im Fernsehen Rollen zu übernehmen.
An Mary Brian erinnert ein Stern auf dem Hollywood Walk of Fame, Höhe 1559 Vine Street. Mary Brian war bis zu dessen Tod mit dem Filmeditor George Tomasini verheiratet. Sie starb im Dezember 2002 im Alter von 96 Jahren.

## Filmografie (Auswahl)
- 1924: Peter Pan
- 1925: Herren der Lüfte (The Air Mail)
- 1926: Brown of Harvard
- 1926: Riff und Raff im Weltkrieg (Behind the Front)
- 1926: Blutsbrüderschaft (Beau Geste)
- 1926: Die Farm auf dem Hügel (The Enchanted Hill)
- 1927: Die Piraten vom Jang-Tse-Kiang (Shanghai Bound)
- 1927: 1000 PS (Man Power)
- 1929: Der Mann aus Virginia (The Virginian)
- 1929: Der Kiebitz (The Kibitzer)
- 1930: Paramount-Parade (Paramount on Parade)
- 1930: Der Autowüstling (Burning Up)
- 1931: The Front Page
- 1933: The World Gone Mad
- 1933: Ein charmanter Schwindler (Hard to Handle)
- 1935: Charlie Chan in Paris
- 1935: Man on the Flying Trapeze
- 1936: Der Verschwender (Spendthrift)
- 1936: The Amazing Quest of Ernest Bliss
- 1941/45: I Was a Criminal
- 1947: Achtung, Küstenpolizei (Dragnet)
- 1954: Meet Corliss Archer (Fernsehserie, 39 Folgen)